# Митино (Вачский район)
Митино — село в Вачском районе Нижегородской области. Входит в состав Казаковского сельсовета.

## География
Деревня расположена на берегу речки Пекса в 5 км на юго-запад от центра поселения села Казаково и в 10 км на юго-запад от райцентра посёлка Вача.

## История
В последней четверти XVII столетия Митино было государевым пашенным селом. По писцовым книгам того времени в Митино существовала деревянная церковь во имя Нерукотворного Всемилостивого Спаса. Деревянная церковь в селе Митине существовала до 1837 года. В это время в селе началась постройка каменного храма. Трапеза была построена и освящена в 1837 году, построение главного храма затянулось до 1861 года, а освящен он в 1862 году. Престолов в новом храме было два: главный в честь Спаса Нерукотворного образ, а в трапезе теплой во имя святой мученицы Параскевы. Приход состоял из села Митина и деревень: Каменок, Сухарева, Терпишки, Ганина, Краснова. В селе Митине с 1891 года существовала церковно-приходская школа, учащихся в 1896 году было 25.
В конце XIX — начале XX века село входило в состав Казаковской волости Муромского уезда Владимирской губернии. В 1859 году в селе числилось 40 дворов, в 1905 году — 59 двора.
С 1929 года село являлось центром Митинского сельсовета Вачского района Горьковского края, позднее в составе Казаковского сельсовета.

## Население
| 1859 | 1905 | 1926 | 1999 | 2002 | 2010 |
| ---- | ---- | ---- | ---- | ---- | ---- |
| 240  | ↗302 | ↗400 | ↘56  | ↗62  | ↘25  |

## Достопримечательности
В селе находятся руины Церкви Спаса Нерукотворного Образа (1837 и 1862)